# Número de compte bancari internacional

Número IBAN en un extracte bancari (fictici) britànic

El número de compte bancari internacional, sovint abreujat IBAN sigles en anglès d’International Bank Account Number, és una sèrie de caràcters alfanumèrics que identifiquen un compte corrent bancari determinat en una entitat financera en qualsevol lloc del món. És a dir, a cada compte li correspon un únic IBAN i a través de l'IBAN s'identifica l'estat, l'entitat, l'oficina i el compte. Es tracta d'un estàndard (EBS204) del Comitè Europeu d'Estàndards Bancaris, que a la vegada compleix amb l'estàndard ISO 13616.
L'objectiu de l'IBAN és facilitar el tractament automàtic de pagaments i cobraments transfronterers. L'estàndard assegura la transmissió correcte de les dades i redueix les possibilitats d'intervenció manual. Per tant, contribueix a evitar el costos i les demores associades a la transmissió incorrecta o insuficient de les dades relatives als comptes bancaris.
L'IBAN consta d'un màxim de 34 caràcters alfanumèrics. A l'estat espanyol, tots els IBAN són de 24 caràcters. Els dos primers són de caràcter alfanumèric i identifiquen l'estat. Els dos següents són dígits de control i són l'element validador de la totalitat de l'IBAN. Els restants són el número de compte, que en la majoria de casos identifica a més a més l'entitat i l'oficina. Als quatre primers caràcters segueixen els caràcters del codi compte client.
El format estàndard d'un codi IBAN és el següent: PPXXnnnnnnnnnnn.
On: 
PP són dues lletres corresponents a l'estat.
XX són dos números corresponents al dígit de control de l'estat i el compte.
nnnnnnnnnn són els dígits alfanumèrics corresponents al compte de l'estat i no té un format fix ni un format determinat.